# Краснопрошин, Виктор Владимирович
Ви́ктор Влади́мирович Краснопро́шин (бел. Вíктар Уладзíміравіч Краснапро́шын; род. 23 ноября 1947, Кобрин, Брестская область) — белорусский математик и информатик, профессор, доктор технических наук, заведующий кафедрой информационных систем управления ФПМИ.

## Биография
Родился 23 ноября 1947 года в городе Кобрине Брестской области. Окончил Минский автомеханический техникум, служил в Советской армии. Окончил в 1974 году факультет прикладной математики Белорусского государственного университета, с того же года работает в Белорусском государственном университете в должностях стажера-преподавателя, ассистента, доцента, заведующего кафедрой.
В 1979 году он защитил кандидатскую диссертацию по специальности «Математическая кибернетика», в 2007 году — докторскую по специальности «Теоретические основы информатики». В 1983 году присвоено звание доцента, в 2008 году — профессора. Авторо около 300 научных работ, в том числе 8 книг; подготовил 14 кандидатов наук, стажировался в университетах Германии, Австралия, Испании и Финляндии. Неоднократный участник международных конференций. Научные интересы — распознавание образов, искусственный интеллект, теория принятия решений и информационно-компьютерные технологии.

### Научно-исследовательская деятельность
Краснопрошин — организатор научно-исследовательской лаборатории Информационных технологий и компьютерной графики, которая реализовала проекты по различным научно-техническим программам России и Белоруссии, в том числе «Научные основы информационных технологий и систем», «Защита от чрезвычайных ситуаций», «Триада», «Космос — НТ», «Информатика и космос», «Мониторинг», «Недра» и так далее. Лабораторией разработаны системы, используемые Национальной академие наук РБ, Министерством природных ресурсов и охраны окружающей среды, предприятиями «Белгослес» и «Беларуськалий», Министерством чрезвычайных ситуаций РБ и Республиканским центром спортивной медицины. В частности, Краснопрошиным разработана интеллектуальная компьютерная система «Орто-Эксперт» для нужд медицинской службы при олимпийской сборной Белоруссии на Олимпиаде в Пекине.

## Основные публикации
Более 290 научных работ, в том числе представленные ниже.

### Книги
- Крисевич В. С., Кузьмич Л. А., Курманов В. С., Краснопрошин В. В., Вальвачев А. Н., Уткин Ю. А. Экспертные системы для персональных компьютеров. — Минск: Вышейшая школа, 1990. — 198 с.
- Адзериха К. С., Киселевский Л. И., Костюкевич С. Б., Краснопрошин В. В. Физические основы дистанционного зондирования. — Минск: Университетское, 1991. − 294 с.
- Ватлин С. И., Краснопрошин В. В. Проблема обучения понятиям в адаптивных системах искусственного интеллекта. — Минск: БелНИИТИ, Серия искусственный интеллект. 1991 г. − 44 с.
- V.Krasnoproshin Decision-Making in Economy and Management: Problems and Prospects. — Barcelona: Royal Academy of Economy and Financial Sciences, 1999. — 118 p.
- Краснопрошин В. В., Краснопрошина Т. В. Жуан Абелье. Художник и время. — Минск: Интернешил Транс-Кэпитал, 2002. − 192 с.
- Краснопрошин В. В., Лепешинский Н. А. Исследование операций: учебное пособие (с грифом министерства образования РБ). — Минск: БГУ, 2013. − 191 с. — (серия — Классическое университетское издание).
- Tatiana Galibus, Victor V. Krasnoproshin, Robson de Oliveira Albuquerque, Edison Pington de Freitas Elements of Cloud Storage Security Concepts, Designs and Optimized Practices. — Springer: Springer Brief in Computer Science, 2016. − 103 p.

### Основные публикации в электронном виде
- Технология построения баз знаний на основе распределенных когнитивных ресурсов
- About One Approach to Solving Face Detection Task
- SOLUTION OF APPLIED PROBLEMS: FORMALIZATION, METHODOLOGY, JUSTIFICATION
- Algorithms for Algebraic and Logical Correction and Their Applications
- Problems of Solvability and Choice of Algorithms for Decision Making by Precedence
- ПРОБЛЕМЫ РАЗРЕШИМОСТИ И ВЫБОРА АЛГОРИТМОВ ДЛЯ ЗАДАЧИ ПРИНЯТИЯ РЕШЕНИЙ ПО ПРЕЦЕДЕНТНОСТИ
- Методология моделирования системы поддержки принятия решений

### Статьи
- Кашкевич С. И., Краснопрошин В. В. Об устойчивости одной модели алгоритмов распознавания // Журнал вычислительной математики и математической физики (отдельный оттиск). — М., 1983. — Т. 23, № 1.
- Краснопрошин В. В., Мазовка Д. И. Визуализация динамических моделей на основе стандартных аппаратно-программных средств. — Минск: А. Н. Вараксин, 2009.
- Кашкевич С. И., Краснопрошин В. В. Двухуровневый автоматизированный распознающий комплекс // Журнал вычислительной математики и математической физики (отдельный оттиск). — М., 1979. — Т. 10, № 6.

## Награды
- Знак «Отличник образования Республики Беларусь»[1]
- Знак «Заслуженный работник БГУ»[1]
- Благодарность президента Республики Беларусь[1]
- Почётные грамоты государственного комитета по науке и технологиям Республики Беларусь, Национальной академии наук Беларуси, ВАК Республики Беларусь, Белорусского государственного университета[1]
- Медаль Франциска Скорины[1]

### Звания и членства
- Вице-президент Белорусской ассоциации по распознаванию и анализу изображений
- Иностранный академик Испанской Королевской Академии экономики и финансов
- Член управляющих советов международных научных ассоциаций AEDEM, AMSE и SIGEF
- Член государственного экспертного совета Республики Беларусь по информатизации, вычислительной технике и информационным технологиям
- Член экспертного совета фонда фундаментальных исследований НАН РБ по информатике
- Член экспертного совета ВАК Республики Беларусь по техническим наукам
- Член совета по защите докторских диссертаций
- Член редколлегий научных изданий «Вестник БГУ», «Информатика», «Таврический вестник информатики и математики», «Machine Graphics & Vision», «Fuzzy Economic Review», «Selguk Jornal of Applied Mathematics».